# Mecynostomum filiferum
Mecynostomum filiferum är en plattmaskart som beskrevs av Ax 1963. Mecynostomum filiferum ingår i släktet Mecynostomum och familjen Mecynostomidae. Inga underarter finns listade i Catalogue of Life.